# Nisos (Mégare)
Pour les articles homonymes, voir Nisos.
 (juillet 2017).

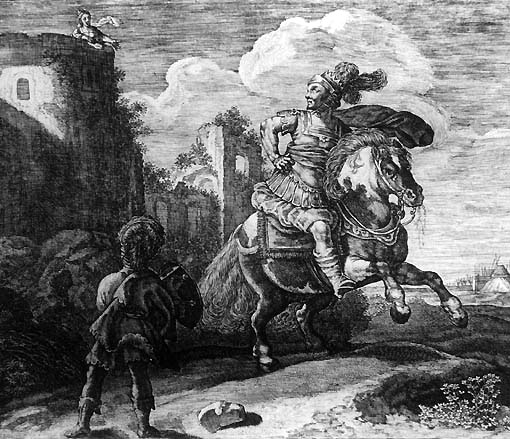
Gravure du XVIIe siècle représentant la princesse Scylla, fille de Nisos, tombant amoureuse de son ennemi Minos.

Dans la mythologie grecque, Nisos, l'un des quatre fils de Pandion, roi d'Athènes (ou fils d'Arès ou de Déion) et de Pylia est, par sa mère, roi de Mégare, connue aussi sous le nom de Nisa (à préciser :  Nisa, nom de la mère de Nisos ou de la ville de Mégare ?).
Il est le frère d'Égée, Pallas et Lycos.

## Mythe
Il était marié à Abrota, et quand elle mourut, Nisos ordonna que les femmes portent des vêtements comme elle. 
Il a eu trois filles : Eurynomé, Iphinoé et Scylla. 
Métion, l'oncle de Nisos, avait usurpé le trône d'Athènes en en chassant Pandion (fils de Cécrops). 
Après la mort de leur père, Nisos et ses frères (Égée, Pallas et Lycos) revinrent à Athènes pour reprendre le pouvoir. Ils chassèrent les fils de Métion, mirent Égée sur le trône, et divisèrent le territoire en quatre. 
Égée devint roi d'Athènes, et Nisos resta le roi de Mégare. 
Minos, roi de Crète, après la mort de son fils Androgée, assiégea Mégare durant la guerre contre Athènes. Nisos avait un cheveu de couleur pourpre auquel, suivant l'oracle, était attachée la conservation de son royaume. Cependant Scylla, sa fille, coupa ce cheveu pour le donner à Minos. La ville prise, Minos dédaigna Scylla, et la fit lier au mât de son navire.

## Autre version
Dans une version, Minos convainc Scylla de trahir son père en lui offrant un collier en or. 
Dans une autre version, elle tombe amoureuse de Minos en le voyant de loin, et après avoir coupé le cheveu, elle en fait présent à Minos. Cependant, Minos est dégoûté de son acte. 
D'après Ovide, il semble que Nisos soit le fils d'Arès. Ce qui est corroboré par l'Odyssée d'Homère. En effet, il est parlé de lui comme « Nisos Arètiade ». Arètiade désigne donc qu'il est fils d'Arès.